# Dăjdovnik, Kărdjali
Dăjdovnik (în bulgară Дъждовник) este un sat în comuna Krumovgrad, regiunea Kărdjali,  Bulgaria. 

## Demografie
Componența etnică a satului Dăjdovnik
     Turci (98,36%)
     Nicio identificare (1,63%)
     Altele (0%)
La recensământul din 2011, populația satului Dăjdovnik era de 61 locuitori. Din punct de vedere etnic, majoritatea locuitorilor (98,36%) erau turci. Pentru 1,63% din locuitori nu este cunoscută apartenența etnică.